# Carl Menger

## Življenjepis
Menger je bil rojen v mestu Neu-Sandez v Galiciji, v Avstrijskem Cesarstvu. Bil je sin premožne družine manjšega plemstva. Njegov oče, Anton, je bil odvetnik, njegova mati, Caroline, pa je bila hči bogatega češkega trgovca. Imel je dva brata, Antona in Maksa. Njegov sin, Karl Menger, je bil matematik, ki je več let učil na Inštitutu tehnologije v Illinoisu.
Po gimnaziji je odšel študirat pravo na univerzo v Pragi in na Dunaju. Pozneje je prejel doktorat iz sodne prakse na Jagielonski univerzi v Krakovu. Leta 1860 je Menger pustil šolo ter kot novinar poročal in analiziral novice, najprej za Lemberger Zeitung v Lembergu in kasneje za Wiener Zeitung na Dunaju.
V času svojega novinarskega dela je opazil neskladje med tem, kar klasične ekonomija uči v šoli in kaj so ljudje v realnem svetu verjeli. Leta 1867 je Menger začel študij politične ekonomije, ki je dosegla vrhunec leta 1871 z objavo svojih Načel ekonomije (Grundsätze der Volkswirtschaftslehre), s čimer je postal oče avstrijske šolske ekonomske misli. Tako je pod vodstvom Carla Mengerja v poznem 19. stoletju nastala psihološka šola ekonomije, znana tudi pod imenom “Avstrijska”, v kateri je s svojim delom (Načela ekonomije) neodvisno od Léona Walrasa in Stanleya Jevonsa, pomagal začeti tako imenovano marginalistično revolucijo, in utemeljil subjektivno teorijo vrednosti.
Leta 1872 se je Menger vpisal v pravno fakulteto na Univerzo na Dunaju in naslednjih nekaj let poučeval finance in politično ekonomijo, tako na strokovnih seminarjih kot na predavanjanjih za večje število študentov.
Menger je leta 1876 začel poučevati nadvojvodo Rudolfa von Habsburškega, prestolonaslednika o politični ekonomiji in statistiki. Naslednji dve leti je Menger spremljal princa na svojih potovanjih, najprej skozi celinsko Evropo in kasneje po Britanskem otočju. Njegova zveza s princem je trajala do Rudolfovega samomora leta 1889.
Leta 1878 je Rudolfov oče, Cesar Franz Josef, imenoval Mengerja za predsednika politične ekonomije na Dunaju.
Vznemirjen v njegovi profesuri se je lotil prečiščevanja in zagovarjanja stališč, ki jih je vzel in metode, ki jih je uporabil v Načelih. Rezultat le teh je bila leta 1883 objava Preiskave metode družbenih ved s posebnim poudarkom na ekonomiji (Untersuchungen über die Methode der Socialwissenschaften und der politischen Oekonomie insbesondere).
V poznih 1880 je bil Menger imenovan za vodjo komisije za reformo Avstrijskega monetarnega sistema. Tekom naslednjega desetletja je postal avtor številnih člankov, ki so revolucionirali denarno teorijo, vključno s "Teorijo Kapitala" (1888) in "Denar" (1892). Zaradi njegovega pesimizma o stanju nemške štipendije, je Menger odstopil profesorstvo leta 1903, da bi se osredotočil na svoj študij.
Umrl je 29. februarja 1921 na Dunaju.

## Gospodarstvo
Menger je uporabil svojo subjektivno teorijo vrednosti , da bi prišel do tistega, kar je štel kot enega najmočnejših spoznanj ekonomije: da obe strani pridobita iz izmenjave. Za razliko od Williama Jevonsa, Menger ni verjel, da blago zagotavlja enote uporabnosti. Pisal je, da je blago dragoceno, ker služi različnim uporabam, katerih pomen se razlikuje. Menger je pripravil tudi razlago o tem, kako se je denar razvil, in da je še vedno sprejet na nekaterih šolah filozofije.

## Dela
- 1871 – Grundsätze der Volkswirtschaftslehre
- 1883 – Untersuchungen über die Methode der Socialwissenschaften und der politischen Oekonomie insbesondere
- 1884 – Die Irrthümer des Historizismus in der Deutschen Nationalökonomie
- 1888 – Zur Theorie des Kapitals
- 1892 – Geld